# 331
- рік темного металевого зайця за Шістдесятирічним циклом китайського календаря.

Правління Костянтина Великого у Римській імперії. У Китаї правління династії Цзінь. В Індії починається період імперії Гуптів. В Японії триває період Ямато. У Персії править династія Сассанідів.
На території лісостепової України Черняхівська культура. У Північному Причорномор'ї готи й сармати.

## Події
- Костянтин Великий завзято розповсюджує християнство, приймає закон, що забороняє розлучення.

## Народились
- Флавій Клавдій Юліан, майбутній римський імператор.
- Йовіан, майбутній римський імператор.